# Represa El Dique Uraca
La represa El Dique Uraca, es un muro de concreto armado con un aliviadero lateral y compuerta metálica móvil, ubicado en la carretera nacional Uraca, entrando por La Pesita, en la parroquia Choroní de Maracay, estado Aragua. Actualmente es un área de interés recreacional y turístico para la población local y los visitantes.
Fue construida durante la segunda década del siglo XX, y formaba parte de un complejo hidroeléctro de Choroní que alimentaba a la ciudad de Maracay. Es una de las primeras represas hidroeléctricas de Venezuela.
La planta hidroeléctrica de Uraca fue un proyecto a cargo del Ministerio de Obras Públicas, ejecutado en 1923 por el ingeniero Carlos Blascitz con tecnología adquirida en Alemania por la firma H. Ceballos & Cía.